# Ньютон, Кит (священник)
Кит Ньютон (англ. Keith Newton; род. 10 апреля 1952, Ливерпуль, Великобритания) — английский католический священник и апостольский протонотарий, бывший англиканский епископ. Первый ординарий Персонального ординариата Уолсингемской  Девы Марии с 15 января 2011 по 29 апреля 2024.

## Биография
После окончания средней школы Кит Ньютон с 1970 по 1973 год изучал теологию в Кингс-колледже, после окончания которого получил научную степень бакалавра богословия.

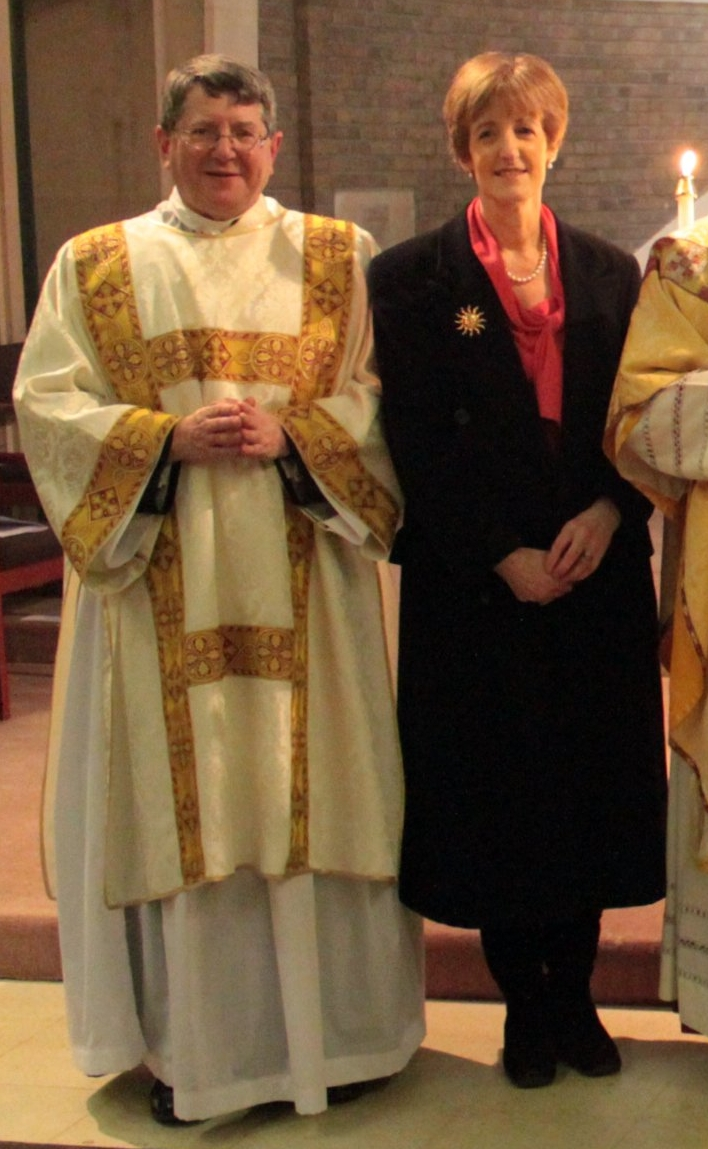
Кит Ньютон со своей женой после рукоположения в дьякона

После получения дополнительного богословского образования в колледже святого Августина в Кентеберри Кит Ньютон был рукоположен в сан диакона Англиканской церкви и через год — в 1976 году стал священником и был приписан к англиканской епархии Челмсфорда. Служил викарием в англиканском приходе церкви Пресвятой Девы Марии в Грит-Илфорде. С 1978 года служил в епархии Саутварка.
С 1985 по 1991 год Кит Ньютон служил в Малави в епархии Южного Малави англиканской церковной провинции Центральной Африки. С 1991 года служил деканом собора святого Павла в Блантайре (Малави).
В 1992 году вернулся в Великобританию и стал работать в епархии Бристоля.
7 марта 2002 года Кит Ньютон был рукоположен во вспомогательного епископа англиканской Кентерберийской архиепархии.
1 января 2011 года вместе с женой перешёл в Римско-католическую церковь. 13 января 2011 года был рукоположен в диакона и 15 января 2011 года архиепископ Винсент Николс рукоположил Кита Ньютона в сан священника.
15 января 2011 года Кит Ньютон был назначен первым ординарием Персонального ординариата Уолсингемской Девы Марии для бывших англикан, перешедших в католицизм и проживающих на территории Англии и Уэльса.
17 марта 2011 года Папа Бенедикт XVI удостоил Кита Ньютона титула апостольского протонотария.
29 апреля 2024 года Папа Франциск принял отставку монсеньора Кита Ньютона с поста ординария Персонального ординариата Уолсингемской Девы Марии и назначил его преемником монсеньора Дэвида Артура Уоллера, генерального викария Персонального ординариата.

## Источник
- EREZIONE DI ORDINARIATO PERSONALE DI OUR LADY OF WALSINGHAM E NOMINA DEL PRIMO ORDINARIO (недоступная ссылка) (итал.)